# Héctor Verdés
Héctor Verdés Ortega (Villar del Arzobispo, Valencia, 24 de junio de 1984) es un jugador profesional de fútbol español. Se formó en las categorías inferiores del Valencia CF. Al finalizar la temporada 2006-2007, el Valencia CF le cedió al Xerez CD.
Tras un año en el equipo andaluz fue traspasado al FC Barcelona para jugar en su filial. Posteriormente fue fichado por el Valencia Mestalla en el mercado de invierno de la temporada 2009-2010 para reforzar la defensa del filial taronja. En la temporada 2010-2011 fue traspasado al Elche C. F. de la Liga Adelante. En la temporada 2013-2014, tras el ascenso del Elche CF a la Primera División Española, el club decide prescindir de sus servicios y el jugador, libre, firma por el AD Alcorcón de la Segunda división. A finales de junio de 2015, Verdés llega a un acuerdo para vestir durante dos años la camiseta del equipo asturiano Real Oviedo.
El 20 de julio de 2018 firmó con el Club de Fútbol Rayo Majadahonda para jugar la temporada 2018-19 en la Segunda División en el debut del equipo madrileño en el fútbol profesional. Un año después fichó por el Club Deportivo Castellón.

## Clubes
Actualizado a 4 de junio de 2019
| Valencia Mestalla · España                                                                    |               |               |     |    |    |   |    |    |     |    |
| 2ªB                                                                                           | 2003-04       | 4             | 0   | —  | —  | — | —  | 4  | 0   |    |
| 3.ª                                                                                           | 2004-05       | 0             | 0   | —  | —  | — | —  | 0  | 0   |    |
| 3.ª                                                                                           | 2005-06       | 0             | 0   | —  | —  | — | —  | 0  | 0   |    |
| 2ªB                                                                                           | 2006-07       | 26            | 1   | —  | —  | — | —  | 26 | 1   |    |
| Total club                                                                                    | Total club    | 30            | 1   | 0  | 0  | 0 | 0  | 30 | 1   |    |
| Xerez CD · España                                                                             |               |               |     |    |    |   |    |    |     |    |
| 2.ª                                                                                           | 2007-08       | 21            | 2   | 3  | 0  | — | —  | 24 | 2   |    |
| Total club                                                                                    | Total club    | 21            | 2   | 3  | 0  | 0 | 0  | 24 | 2   |    |
| Barcelona B · España                                                                          |               |               |     |    |    |   |    |    |     |    |
| 2ªB                                                                                           | 2008-09       | 22            | 1   | —  | —  | — | —  | 22 | 1   |    |
| Total club                                                                                    | Total club    | 22            | 1   | 0  | 0  | 0 | 0  | 22 | 1   |    |
| Valencia Mestalla · España                                                                    |               |               |     |    |    |   |    |    |     |    |
| 2ªB                                                                                           | 2009-10       | 15            | 0   | —  | —  | — | —  | 15 | 0   |    |
| Total club                                                                                    | Total club    | 15            | 0   | 0  | 0  | 0 | 0  | 15 | 0   |    |
| Elche CF · España                                                                             |               |               |     |    |    |   |    |    |     |    |
| 2.ª                                                                                           |               |               |     |    |    |   |    |    |     |    |
| 2010-11                                                                                       | 26            | 0             | —   | —  | —  | — | 26 | 0  |     |    |
| 2011-12                                                                                       | 10            | 0             | 1   | 0  | —  | — | 11 | 0  |     |    |
| 2012-13                                                                                       | 11            | 0             | 1   | 0  | —  | — | 12 | 0  |     |    |
| Total club                                                                                    | Total club    | 47            | 0   | 2  | 0  | 0 | 0  | 49 | 0   |    |
| AD Alcorcón · España                                                                          |               |               |     |    |    |   |    |    |     |    |
| 2.ª                                                                                           |               |               |     |    |    |   |    |    |     |    |
| 2013-14                                                                                       | 30            | 5             | 5   | 1  | —  | — | 35 | 6  |     |    |
| 2014-15                                                                                       | 32            | 3             | —   | —  | —  | — | 32 | 3  |     |    |
| Total club                                                                                    | Total club    | 62            | 8   | 5  | 1  | 0 | 0  | 67 | 9   |    |
| Real Oviedo · España                                                                          | 2.ª           | 2015-16       | 16  | 0  | 2  | 1 | —  | —  | 18  | 1  |
| Real Oviedo · España                                                                          | 2.ª           | 2016-17       | 23  | 2  | —  | — | —  | —  | 23  | 2  |
| Real Oviedo · España                                                                          | 2.ª           | 2017-18       | 16  | 0  | —  | — | —  | —  | 16  | 0  |
| Real Oviedo · España                                                                          | Total club    | Total club    | 55  | 2  | 2  | 1 | 0  | 0  | 57  | 3  |
| CF Rayo Majadahonda · España                                                                  |               |               |     |    |    |   |    |    |     |    |
| 2.ª                                                                                           | 2018-19       | 25            | 1   | 0  | 0  | — | —  | 25 | 1   |    |
| Total club                                                                                    | Total club    | 25            | 1   | 0  | 0  | 0 | 0  | 25 | 1   |    |
| Total carrera                                                                                 | Total carrera | Total carrera | 277 | 15 | 12 | 2 | 0  | 0  | 289 | 17 |
| (1) Incluye datos de play-off de ascenso / permanencia. (2) Incluye datos de la Copa del Rey. |               |               |     |    |    |   |    |    |     |    |